# Aeroklub České republiky
Aeroklub České republiky. z.s., (AeČR) sdružuje aerokluby a zájemce o sportovní létání v Česku. Je členem Mezinárodní letecké federace (FAI), Sdružení sportovních svazů České republiky a Českého olympijského výboru.

## Poslání
Aeroklub České republiky je neziskovou celostátní organizací s úkolem spoluvytvářet s dalšími leteckými sportovními organizacemi podmínky k rozvoji jejich činnosti a koordinovat všechny aktivity svých samostatných organizačních článků. Zastupuje své členy ve vztahu vůči státním organizacím a institucím. AeČR je jediným zástupcem České republiky v Mezinárodní letecké federaci (dále jen FAI) jako její řádný člen v souladu se Statutem FAI se všemi právy a povinnostmi, z tohoto zastoupení vzniklými. Je nástupnickou organizací Aeroklubu ČSFR, Oddělení letecké a parašutistické přípravy a sportu ÚV a ČÚV Svazarmu, Aeroklub Republiky československé, Masarykovy letecké ligy a všech leteckých sportovních organizací a spolků, působících a zaniklých od roku 1918 na území Čech, Moravy a Slezska.
AeČR je dobrovolným sdružením klubů, mající formu spolků a jejich členů, jejichž zájmem je letecká sportovní a zájmová klubová činnost.

## Historie
Historie snah o organizaci letectví v českých zemích se začala psát čtrnáct let po prvním pilotovaném letu, který provedl v roce 1877 učitel a taneční mistr Josef Vydra v horkovzdušném balónu a devatenáct let před prvním letem letadla těžšího než vzduch, jímž se daleko slavněji zapsal do dějin letectví na území dnešní ČR v roce 1910 Jan Kašpar. Zvláště na začátku 20. století vznikala řada spolků a klubů, jejichž členové byli skutečnými průkopníky letectví.
- 1891 Česká aeronautická společnost
- 1902 Vzduchoplavecký klub
- 1909 Český aeroklub
- 1910 České aviatické družstvo
- 1913 Aviatický klub pro království České
- 1918 Československý aviatický klub
- 1923 Československý aeroklub
- 1924 Aeroklub Republiky československé (ARČS)
- 1926 Masarykova letecká liga (MLL)
- 1929 Svaz letců republiky Československé
- 1951 (Dobrovolný) Čsl. svaz lidového letectví (DOSLET)
- 1953 Aerokluby Svazarmu
- 1989 Aeroklub ČSFR
- 1990 Aeroklub České republiky

## Výbor Aeroklubu České republiky
- Vlastimil Dvořák – prezident AeČR
- Martin Chovan – předseda OSK pro bezmotorové létání AeČR
- Miloš Fiala – předseda OSK pro všeobecné letectví AeČR
- Miloš Ramert – předseda OSK pro leteckou akrobacii AeČR
- Jan Bečka – předseda OSK pro parašutismus AeČR
- Lukas Wünch – člen komise KKPL AeČR